# Zdzisław Żurawski
Zdzisław Żurawski (ur. 23 listopada 1954 w Bielawie) – pułkownik Wojska Polskiego. 

## Życiorys
Ukończył liceum ogólnokształcące w Bielawie. W 1973 roku rozpoczął studia w Wyższej Szkole Oficerskiej Wojsk Zmechanizowanych we Wrocławiu. Po ukończeniu studiów służył w Batalionie Rozpoznawczym w Szczecinie kolejno na stanowiskach dowódcy plutonu i dowódcy kompanii. Po ukończeniu studiów w Akademii Sztabu Generalnego w Rembertowie (1982-1985) do 1986 roku pełnił służbę w Wydziale Rozpoznania Sztabu 20 Warszawskiej Dywizji Pancernej w Szczecinku, a następnie w latach 1986-1993 był dowódcą 8 Batalionu Rozpoznawczego w Stargardzie Szczecińskim. W latach 1993–1999 pełnił funkcję szefa Wydziału Rozpoznawczego w Dowództwie Nadwiślańskich Jednostek Wojskowych MSW w Warszawie. W latach 1999–2000 dowódca Jednostki Wojskowej GROM. Z tego stanowiska odszedł na emeryturę. W czasie swojej wieloletniej służby ukończył wiele specjalistycznych kursów, m.in. kurs języka angielskiego III stopnia, Podyplomowy Kurs Operacyjno-Taktyczny w Akademii Sztabu Generalnego, Kurs Bezpieczeństwa i Współpracy Europejskiej w Niemczech, Kurs Negocjatorów Działań Antyterrorystycznych organizowany w MSW, Kurs Inspektorów Kontroli i Uzbrojenia.